# هلر
هُلُرْ، روستایی در دهستان حومه بخش مرکزی شهرستان قشم در استان هرمزگان ایران است.

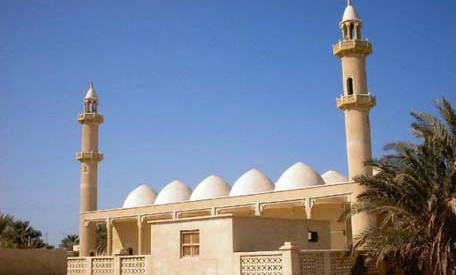
مسجد قبا

## تاریخچه
طبق گفته‌های بزرگان و اسناد به جا مانده هُلُر روستایی با سابقهٔ ۴۰۰ ساله است.
روستای هلر، در ابتدا مکانی دایمی برای زندگی نبوده‌است. بلکه بعضی از اهالی شهر قشم برای تفریح و گردش یا سکونت گاه فصلی به این مکان می‌آمدند و این امر هم به خاطر خاک حاصل خیز جنوب و شرق روستا و زمین‌های زراعی موجود در این مناطق بوده‌است. از زمین‌های زراعی و تفریح گاه‌های روستای هلر که از گذشته تا به الان موجود است می‌توان به کادِلی، زیرلک، ثِمَر، موزِن، تاوخ گلویی و … اشاره کرد.
بنا بر گفته‌های بزرگان اولین کسانی که در هلر زندگی دایمی را شروع کردند چهار تن بودند. این چهار تن که نام آن‌ها فاضل، شرفا، بدک، عاشور بوده‌است، اهل کهورستان (بین بندرعباس و خمیر) بوده‌اند که از دست حاکم آن جا فرار کرده و به هلر پناه آوردند. قبر شرفا در قبرستان هلر (جنوب شرقی روستا) وجود دارد.

## جاذبه‌های گردشگری
از جاذبه‌های قدیمی و دیدنی روستای هلر می‌توان آب‌انبار هلر و مسجد قبا را ذکر کرد.
در جنوب شرق روستای هلر و در کنار جاده ای که به روستای رمچاه متصل می‌شود ۱۷ حلقه قنات وجود دارد؛ که با آب باران این چاه‌ها پر می‌شود و مردم از آن استفاده می‌کنند. در سال یک روز مردم هلر به آن جا می رودند و چاه‌ها را پاک و بازسازی می‌کنند. این کار حالا به عنوان یک سمبل است که مردم هلر در کنار هم جمع شوند و با کمک کردن به یک دیگر و تعاون این کار را پیش ببرند.
در کنار جادهٔ اصلی قشم درگهان که از هلر گذر می‌کند مسجد قبا وجود دارد. این مسجد از گذشته‌های دور وجود داشته‌است و کسی اطلاع ندارد که چه کسی آن را بنا کرده‌است. اما دو تا سه بار این مسجد بازسازی و تعمیر کرده‌اند؛ که آخرین بازسازی آن به سال ۱۴۰۲ هـ ق است. از نمای بیرون آن ۴۸ گنبد دیده می‌شود و یک وضو خانهٔ گنبدی شکل نیز در صحن مسجد وجود دارد که زیبایی دو چندانی به آن داده‌است. این مسجد دارای ۳ درب ورودی بزرگ است البته در ضلع‌های دیگر آن درب‌های کوچکی وجود دارد. همچنین سالن این مسجد در جهت اصلی جغرافیایی آن (شمال، جنوب، شرق، غرب) ۶ درب وجود دارد. کاشی کاری‌های تزیینی آن و همچنین چیدن سنگ آن کار هنرمندان اصفهانی است که زیبایی خیره کننده ای دارد. مردم روستای هلر و بعضی از روستاهای اطراف برای ادای نماز جمعه به این مسجد می‌آیند. موقعیت جغرافیایی روستای هلر با توجه به قرار گرفتن در مسیر قشم به درگهان و اتوبان ترانزیت کشوری ، وجود تعداد زیاد کارگاههای قنادی و تولید انواع حلوا و شیرینی  و کیک معروف هلری ، کارگاههای نجاری و آهنگری ، تعمیرگاههای وسایل برقی و خودرو  و همچنین فروشگاههای عمده و خرده فروشی محصولات خارجی و داخلی بر جذابیت و شهرت این روستا افزوده و نیاز ساکنین و جزیره نشینان و گردشگران را تامین می کند   . 

## مکان‌های دیدنی روستای هلر

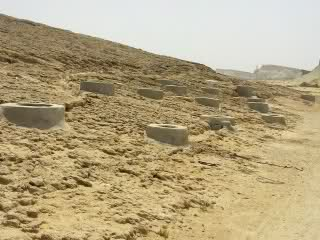
آب انبار های قدیمی روستای هلر معروف به چولوو -cholow

پارک ساحلی روستای هلر و چولوون و همچنین کوه هلر که بهترین دیدگاه را از بالا به هلر و درگهان دارد.

## جمعیت
بر پایه سرشماری عمومی نفوس و مسکن در سال ۱۳۹۵، جمعیت این روستا برابر با ۵٬۸۲۸ نفر (۱٬۵۳۱ خانوار) بوده‌است.